# 애니콜 디럭스 미츠
애니콜 디럭스 미츠(Anycall Deluxe MITs, SPH-P9000)는 삼성전자에서 2007년 4월 3일에 출시한 울트라 모바일 PC이다.